# Морская опись
Морская опись — устаревшее название всей совокупности морских и береговых работ, проводимых для составления разного рода пособий, руководств и морских навигационных карт данной акватории. 
Проведение морской описи осуществлялось специально назначенным описным судном и включало в себя:
- съёмку прибрежной зоны и берегов,
- создание сети опорных геодезических пунктов,
- промер глубин,
- оценку динамики изменений уровня моря,
- изучение течений, гидрометеорологического режима и магнитного поля,
- обследование банок,
- гидрографическое траление,
- сбор сведений для составления и уточнения навигационных руководств.